# سباق طواف فرنسا 1990
سباق طواف فرنسا 1990 من سلسلة سباقات سباق طواف فرنسا. أقيم هذا السباق في تاريخ 30 يونيو - 22 يوليو 1990 على 21+Prologue مراحل. بعد مرور 87 ساعة و38 دقيقة و35 ثانية وبعد طي 3403.8 كم بمتوسط 38.621 كم في الساعة فاز بالميدالية الذهبية جريج ليموند من الولايات المتحدة، فيما حصد كلاوديو تشيابوتشي من إيطاليا الميدالية الفضية، وكانت الميدالية البرونزية من نصيب اريك بروكنك من هولندا.

## الميداليات
| ذهب                            | فضة                         | برونز                |
| جريج ليموند - الولايات المتحدة | كلاوديو تشيابوتشي - إيطاليا | اريك بروكنك - هولندا |